# Paratricoma pratensis
Paratricoma pratensis is een rondwormensoort uit de familie van de Meyliidae. De wetenschappelijke naam van de soort is voor het eerst geldig gepubliceerd in 1969 door Lorenzen.